# Records du Luxembourg d'athlétisme
Les records du Luxembourg d'athlétisme sont les meilleures performances réalisées par des athlètes luxembourgeois et homologuées par la Fédération luxembourgeoise d'athlétisme (FLA).

## Plein air

### Hommes
| Épreuve              | Record | Athlète                                                                      | Date              | Compétition                                      | Lieu          | Réf.  |
| -------------------- | --- | ---------------------------------------------------------------------------- | ----------------- | ------------------------------------------------ | ------------- | ----- |
| 100 m                | 10 s 41 A (+0,2 m/s) | Roland Bombardella                                                           | 8 septembre 1979  | Universiade                                      | Mexico        |       |
| 100 m                | 10 s 41 (+1,7 m/s) | Daniel Abenzoar-Foulé                                                        | 21 juillet 2006   | Championnats de France                           | Tomblaine     |       |
| 200 m                | 20 s 77 (-0,5 m/s) | Roland Bombardella                                                           | 22 août 1977      |                                                  | Stuttgart     |       |
| 400 m                | 47 s 4 | Emile Jung                                                                   | 16 août 1969      |                                                  | Font-Romeu    |       |
| 800 m                | 1 min 44 s 81 | David Fiegen                                                                 | 18 août 2006      | Weltklasse Zurich                                | Zurich        |       |
| 1 000 m              | 2 min 17 s 51 | David Fiegen                                                                 | 2 juillet 2006    |                                                  | Metz          |       |
| 1 500 m              | 3 min 32 s 86 | Charles Grethen                                                              | 5 août 2021       | Jeux olympiques                                  | Tokyo         | [ 1 ] |
| Mile                 | 3 min 55 s 57 | Charles Grethen                                                              | 6 septembre 2023  |                                                  | Pfungstadt    |       |
| 3 000 m              | 7 min 43 s 41 | Charles Grethen                                                              | 8 septembre 2023  |                                                  | Trèves        |       |
| 5 000 m              | 13 min 38 s 51 | Justin Gloden                                                                | 3 juin 1983       |                                                  | Louvain       |       |
| 10 000 m             | 28 min 46 s 4 | Justin Gloden                                                                | 15 juin 1984      |                                                  | Louvain       |       |
| Semi-marathon        | 1 h 4 min 05 s | Justin Gloden                                                                | 26 juin 1985      |                                                  | Trèves        |       |
| Marathon             | 2 h 14 min 03 s | Justin Gloden                                                                | 19 mai 1985       |                                                  | Francfort     |       |
| 110 m haies          | 13 s 79 (+1,3 m/s) | François Grailet                                                             | 9 juillet 2023    | Championnats du Luxembourg                       | Luxembourg    |       |
| 400 m haies          | 50 s 94 | Jacques Frisch                                                               | 30 juin 2013      |                                                  | Chambéry      | [ 2 ] |
| 3 000 m steeple      | 8 min 18 s 82 | Ruben Querinjean                                                             | 28 juin 2024      | Championnats du Luxembourg                       | Luxembourg    | [ 3 ] |
| Saut en hauteur      | 2,22 m | Raymond Conzemius                                                            | 3 septembre 1995  |                                                  | Dudelange     |       |
| Saut à la perche     | 5,40 m | Fabian Mores                                                                 | 15 mai 2005       |                                                  | Innsbruck     |       |
| Saut en longueur     | 7,58 m (0,0 m/s) | François Grailet                                                             | 24 juin 2017      | Championnats d'Europe par équipes 3e Ligue       | Marsa         |       |
| Triple saut          | 15,38 m | Guy Kemp                                                                     | 21 juillet 1990   |                                                  | Diekirch      |       |
| Lancer du poids      | 22,22 m | Bob Bertemes                                                                 | 4 août 2019       |                                                  | Luxembourg    | [ 4 ] |
| Lancer du disque     | 61,06 m | Bob Bertemes                                                                 | 15 septembre 2019 |                                                  | Luxembourg    |       |
| Lancer du marteau    | 70,15 m | Jean-Charles De Ridder                                                       | 30 avril 2000     |                                                  | Zoufftgen     |       |
| Lancer du javelot    | 75,39 m | Antoine Wagner                                                               | 17 mars 2013      | Coupe d'Europe hivernale des lancers             | Castellón     | [ 5 ] |
| Décathlon            | 7 484 pts | Marc Kemp                                                                    | 22–23 juin 1985   |                                                  | Bruxelles     |       |
| Décathlon            | 11 s 06 (100 m), 7,37 m (longueur), 12,45 m (poids), 1,96 m (hauteur), 50 s 59 (400 m) / 15 s 57 (110 m haies), 36,82 m (disque), 4,70 m (perche), 56,88 m (javelot), 4 min 44 s 42 (1 500 m) |                                                                              |                   |                                                  |               |       |
| 20 km marche (route) | 1 h 26 min 13 s | Lucien Faber                                                                 | 13 avril 1980     |                                                  | Roussé        |       |
| 50 km marche (route) | 4 h 10 min 05 s | Lucien Faber                                                                 | 15 avril 1984     |                                                  | Bad Krozingen |       |
| 4 × 100 m            | 40 s 98 | Équipe nationale François Grailet Pol Bidaine Olivier Boussong Daniel Wallig | 21 juin 2023      | Championnats d'Europe par équipes deuxième ligue | Chorzów       | [ 6 ] |
| 4 × 400 m            | 3 min 14 s 45 | Équipe nationale Bob Lallemang Vincent Karger Tom Scholer Jacques Frisch     | 1er juin 2013     | Jeux des petits États d'Europe                   | Luxembourg    | [ 7 ] |

### Femmes
| Épreuve              | Record | Athlète                                                                            | Date                       | Compétition                                | Lieu                | Réf.   |
| -------------------- | --- | ---------------------------------------------------------------------------------- | -------------------------- | ------------------------------------------ | ------------------- | ------ |
| 100 m                | 11 s 00 (+1,3 m/s) | Patrizia Van der Weken                                                             | 9 juin 2024                | Championnats d'Europe                      | Rome                | [ 8 ]  |
| 200 m                | 23 s 19 (+1,0 m/s) | Patrizia Van der Weken                                                             | 22 juin 2023               | Championnats d'Europe par équipes          | Chorzów             |        |
| 400 m                | 54 s 05 | Frédérique Hansen                                                                  | 18 juillet 2013            | Championnats d'Europe juniors              | Rieti               | [ 9 ]  |
| 800 m                | 2 min 00 s 13 | Charline Mathias                                                                   | 16 juillet 2024            | Spitzen Leichtathletik Luzern              | Lucerne             | [ 10 ] |
| 1 500 m              | 4 min 11 s 44 | Vera Hoffmann                                                                      | 6 septembre 2020           | KBC Night of Athletics                     | Heusden-Zolder      | [ 11 ] |
| 3 000 m              | 9 min 12 s 87 9 min 12 s 27 | Danièle Kaber Vera Hoffmann                                                        | 6 août 1986 4 juillet 2020 | Telis Challenge                            | Coblence Ratisbonne | [ 13 ] |
| 5 000 m              | 15 min 42 s 38 | Danièle Kaber                                                                      | 5 septembre 1986           | Mémorial Van Damme                         | Bruxelles           |        |
| 10 000 m             | 32 min 16 s 97 | Danièle Kaber                                                                      | 30 août 1986               | Championnats d'Europe                      | Stuttgart           |        |
| Semi-marathon        | 1 h 10 min 56 s | Danièle Kaber                                                                      | 21 septembre 1986          |                                            | Grevenmacher        |        |
| Marathon             | 2 h 29 min 23 s | Danièle Kaber                                                                      | 23 septembre 1988          | Jeux olympiques                            | Séoul               |        |
| 100 m haies          | 13 s 24 (+0,4 m/s) | Victoria Rausch                                                                    | 26 juin 2022               | Championnats du Luxembourg                 | Schifflange         | [ 14 ] |
| 400 m haies          | 59 s 19 | Kim Reuland                                                                        | 23 juillet 2016            | Mémorial Rasschaert                        | Ninove              |        |
| 3 000 m steeple      | 10 min 54 s 55 | Jenny Gloden                                                                       | 7 juillet 2023             | Championnats du Luxembourg                 | Luxembourg          | [ 15 ] |
| Saut en hauteur      | 1,85 m | Élodie Tshilumba                                                                   | 9 juin 2017                |                                            | Pierre-Bénite       | [ 16 ] |
| Saut à la perche     | 4,30 m | Gina Reuland                                                                       | 4 juin 2015                | Jeux des petits États d'Europe             | Reykjavik           | [ 17 ] |
| Saut en longueur     | 6,01 m | Claudia Czerwonka                                                                  | 10 juin 2000               |                                            | Siegen              |        |
| Triple saut          | 12,43 m | Claudia Czerwonka                                                                  | 26 mai 1999                | Jeux des petits États d'Europe             | Schaan              |        |
| Lancer du poids      | 14,87 m | Stéphanie Krumlovsky                                                               | 5 juin 2021                | Jeux des petits États d'Europe             | Serravalle          | [ 18 ] |
| Lancer du disque     | 46,19 m | Stéphanie Krumlovsky                                                               | 14 juillet 2024            |                                            | Hannut              |        |
| Lancer du marteau    | 52,67 m | Sofia Snäll                                                                        | 30 juin 2024               | Championnats du Luxembourg                 | Luxembourg          | [ 19 ] |
| Lancer du javelot    | 57,46 m | Noémie Pleimling                                                                   | 6 septembre 2020           | Championnats du Luxembourg                 | Dudelange           |        |
| Heptathlon           | 5 036 pts | Mandy Charlet                                                                      | 10–11 juin 2006            |                                            | Amiens              |        |
| Heptathlon           | 14 s 77 (100 m haies), 1,54 m (hauteur), 11,24 m (poids), 26 s 40 (200 m) / 5,44 m (longueur), 37,28 m (javelot), 2 min 19 s 82 (800 m) |                                                                                    |                            |                                            |                     |        |
| 20 km marche (route) | |                                                                                    |                            |                                            |                     |        |
| 4 × 100 m            | 45 s 34 | Équipe nationale Victoria Rausch Patrizia Van der Weken Sandrine Rossi Anaïs Bauer | 26 juillet 2022            |                                            | Luxembourg          | [ 20 ] |
| 4 × 400 m            | 3 min 44 s 13 | Équipe nationale Tamara Krumlovsky Charline Mathias Martine Nobili Kim Reuland     | 22 juin 2015               | Championnats d'Europe par équipes 3e Ligue | Bakou               | [ 21 ] |

### Mixte
| Discipline | Performance   | Athlète                                                       | Date         | Compétition                                | Lieu    | Réf. |
| ---------- | ------------- | ------------------------------------------------------------- | ------------ | ------------------------------------------ | ------- | ---- |
| 4 × 400 m  | 3 min 29 s 34 | Olivier Juncker Fanny Arendt Philippe Hilger Charline Mathias | 22 juin 2023 | Championnats d'Europe par équipes 3e Ligue | Chorzów |      |

## Salle

### Femmes
| Discipline       | Performance                                                                                | Athlète                                             | Compétition                                      | Lieu           | Date                                          | Réf.   |
| ---------------- | ------------------------------------------------------------------------------------------ | --------------------------------------------------- | ------------------------------------------------ | -------------- | --------------------------------------------- | ------ |
| 60 m             | 7 s 06                                                                                     | Patrizia van der Weken                              | Championnats d'Europe en salle                   | Apeldoorn      | 9 mars 2025                                   |        |
| 200 m            | 23 s 29                                                                                    | Patrizia van der Weken                              | Championnats du Luxembourg d'athlétisme          | Luxembourg     | 18 février 2024                               |        |
| 400 m            | 55 s 80                                                                                    | Charline Mathias                                    | Dussmann Indoor Meeting                          | Kirchberg      | 16 janvier 2010                               | [ 22 ] |
| 800 m            | 2 min 04 s 32                                                                              | Charline Mathias                                    | Meeting Metz Moselle Athlétor                    | Metz           | 12 février 2017                               |        |
| 1 500 m          | 4 min 08 s 73                                                                              | Vera Hoffmann                                       | Championnats d'Europe en salle                   | Istanbul       | 3 mars 2023                                   | [ 23 ] |
| 3 000 m          | 9 min 29 s 40                                                                              | Charline Mathias                                    | Championnats régionaux (Saar/RLP/LUX/Els./Loth.) | Sarrebruck     | 28 janvier 2017                               |        |
| 60 m haies       | 8 s 33                                                                                     | Véronique Linster                                   | Meeting de Karlsruhe                             | Gand Karlsruhe | 4 février 1996 7 février 1996 11 février 1996 |        |
| Saut en hauteur  | 1,84 m                                                                                     | Elodie Tshilumba                                    | Vectis Meeting                                   | Kirchberg      | 7 février 2015                                | [ 24 ] |
| Saut à la perche | 4,30 m                                                                                     | Gina Reuland                                        | Championnats d'Europe en salle                   | Prague         | 6 mars 2015                                   |        |
| Saut en longueur | 5,95 m                                                                                     | Laurence Jones                                      |                                                  | Kirchberg      | 19 janvier 2014                               |        |
| Triple saut      | 12,16 m                                                                                    | Claudia Czerwonka                                   |                                                  | Dortmund       | 6 février 2000                                |        |
| Lancer du poids  | 14,65 m                                                                                    | Stéphanie Krumlovsky                                |                                                  | Vittel         | 18 décembre 2016                              | [ 25 ] |
| 4 × 200 m        | 1 min 41 s 85                                                                              | Sandra Frisch Kim Schartz Carole Frisch Kim Reuland |                                                  | Sarrebruck     | 11 février 2007                               |        |
| Pentathlon       | 3654 pts                                                                                   | Mandy Charlet                                       |                                                  | Mögglingen     | 25 février 2007                               |        |
| Pentathlon       | 9 s 15 (60 m), 1,54 m (hauteur), 11,66 m (poids), 5,37 m (longueur), 2 min 21 s 04 (800 m) |                                                     |                                                  |                |                                               |        |